# 孫烈臣
孫 烈臣（そん れっしん）は、中華民国の軍人。奉天派に属した。もとの名は九功。字は占鰲、後に褒堯とする。本籍は直隷省永平府楽亭県。

## 事跡

### 初期の活動
貧しい家に生まれ、若い頃は小作人や馬商人として生計を立てていた。1897年（光緒23年）から清軍に加わり、1902年（光緒28年）、中路巡防統領朱慶瀾配下となり、ここで用兵の才能を示して朱慶瀾から重用される。1906年（光緒32年）、左路巡防統領張作霖配下に異動し、以後匪賊討伐などに従事する。1910年（宣統2年）、東三省講武堂騎兵科に入学し、翌年に最優秀の成績で卒業した。
中華民国成立後の1912年（民国元年）9月、張作霖率いる陸軍第27師で、孫烈臣は第54旅旅長に任ぜられた。12月、陸軍少将に昇進し、1915年（民国4年）8月には陸軍中将となった。翌年4月には、張作霖らによる督理東三省軍務段芝貴の追い落としと、張作霖の奉天将軍就任に貢献している。
その後、軍紀粛清を図る奉天派の重鎮の王永江に対して、孫烈臣は他の諸軍官と同様に不満を抱いた。しかし1917年（民国6年）、同じく不満を抱いていた湯玉麟が第28師師長馮徳麟と結んで反張作霖の兵を起こそうとすると、孫烈臣はこれには従わず、逆に馮徳麟・湯玉麟の兵変を鎮圧している。孫烈臣はこの功績により、第27師師長に昇進した。翌年、孫烈臣は湘東支隊司令に任ぜられ、湖南遠征の奉天軍を率いた。9月には、関内奉軍副司令に昇進している。

### 張作霖の片腕に
1919年（民国8年）7月、張作霖の推薦により、孫烈臣は黒竜江督軍に任命された。この当時は、ロシア革命の影響もあって中露国境は極めて不安定な情勢にあった。孫烈臣は辺境で活動する赤軍や白軍から中国領侵入や要求提示などに遭ったが、いずれも冷静に退け、大過なく対処している。また、黒竜江省内の開墾やアヘン取締りにも尽力し、一定の成果を残した。
1921年（民国10年）3月、孫烈臣は吉林督軍兼東省鉄路護路軍総司令に異動した。翌年4月、第一次奉直戦争が勃発すると、孫烈臣は奉軍副総司令として奉天を守備した。張作霖が敗北して東三省に戻ると、孫烈臣は張作霖の東三省自治の宣言に与し、東三省保安副司令に任ぜられた。張作霖は直隷派への報復のため軍事改革に取り組み、東三省陸軍整理処を創設した。同処統監には孫烈臣が任命され、副統監姜登選・韓麟春・保安司令部参謀長張学良・副参謀長郭松齢の尽力もあって、顕著な改革成果を得ることになる。
しかし、孫烈臣は吉林の省政に取り組むだけの時間がなくなり、次第に吉林では匪賊の台頭など混乱が発生するようになる。1923年（民国12年）11月、ようやく孫烈臣は長春に戻って省政に取り組んだが、効果は限定的であった。さらに同年中に病を得て重篤となり、後任の吉林督軍に張作相を推薦して自らは療養生活に入っている。
1924年（民国13年）4月25日、奉天にて病没。享年53（満51歳）。